# Pseudaspidinae
Sous-famille
Les Pseudaspidinae sont une sous-famille de serpents de la famille des Lamprophiidae.

## Répartition
Les espèces de cette sous-famille se rencontrent dans la moitié sud de l'Afrique.

## Liste des genres
Selon The Reptile Database (20 déc. 2011) :
- Pseudaspis Fitzinger, 1843
- Pythonodipsas Günther, 1868

## Publication originale
- Cope, 1893 : Prodromus of a new system of the non-venomous snakes. American Naturalist, vol. 27, n. 317, p. 477-483 (texte intégral).